# ヘアーエクステンション
ヘアーエクステンション（英: hair extension）は、化学繊維（ファイバー・アクリル）や人毛で作られた毛束であり、付け毛（つけげ）・部分かつらの一種である。単にエクステンション、あるいはエクステと略することが多い。地毛に接続して装着する。「エクステンション」は「延長する」「継ぎ足す」ことを意味する言葉であり、毛髪の延長用の付け髪自体は日本では平安時代から使われている。

## 概要
接着剤や金属チップ、特殊な熱収縮チューブや糸ゴムなどを使って、本来生えている髪の毛に取り付けたり、編み込んだりする。一度装着すると、装着方法にも依るが概ね1 -2箇月程度持ち、洗髪やヘアメイクをしても外れない。
一般に化学繊維と人毛の見分けは付けにくい。ただ、人毛やたんぱく質毛の場合はアイロンなどの使用に耐えられるが、化学繊維などの場合の多くのものは、アイロンなどの熱処理は避けるべきであり、縮れたり熔けたりする場合がある。人毛と化学繊維の見分けが付かない時は装着する際に、人毛か化学繊維かを確かめておくことは重要である。
エクステの爆発的な普及以前は、原宿の特殊系サロンを中心に、ドレッドやブレイズといったブラックヘアーを行う技術として人気があったが、1990年代後半にニューヨークの黒人の間で、ストレートのモノファイバーを付ける事が流行し、日本でもブラックカルチャーを好む女性を中心に、モノファイバーをストレートのエクステとして使用する事が一部で流行する。しかし、モノファイバーは熱に弱く、シャンプーなどを行う事で毛が絡む為、一般的には普及しなかった。その後2001年頃、渋谷の美容室が、当時8万円前後で施術されていた人毛でのエクステを、ギャル雑誌のヘア特集内で3万円程の価格設定を発表した事により10代から20代前半の女性の間で爆発的に普及した。施術できるサロンも、渋谷を起点に、全国に普及した。エクステをテーマとしたヘアカタログはもちろん、一般向けに実施されたヘアショー「ULTRA SALON」は中規模クラブでの開催ながら、初回は3000人、翌年は渋谷のクラブWOMBに5000人を集客し、エクステが一般に定着するきっかけとなった。
エクステ毛は中国や東アジア、インド、中東、アフリカ、ロシア近郊などの人が長く伸ばした髪を加工（染色・コーティング）した製品が、日本をはじめ世界中で使用されている。世界のヘアーエクステンションの原毛の供給で世界の半分以上は中国産となっている。毛質によって価格は様々であるが、つまり毛質、長さやMIXレシオ（長さの割合の段数）重量、生産地などで価格が変わる。
髪の毛は、一部の国では「黒いダイヤ」とも呼ばれており、若い女性のバージンレミー毛は特に高価である。
長い人毛は供給量が年々少なくなっており、また為替の影響もあり品質の良いものは年々価格が高騰してきている。
ヒューマンヘア（人毛）と形状記憶人工毛を混ぜたエクステや人工たんぱく質毛も存在している。
ヘアーエクステンションを代表する人毛の加工は、世界需要のほとんどが中国で行われており国の基幹産業の一つであり価格統制されている。人毛の供給元は、以前は中国の一般人のものが9割近く占め大半であったが、中国人の生活水準が上がり髪の毛を売らなくなっている傾向があり、中国の仕入工場は現在はミャンマーやベトナム、インド、バングラデシュ、中東、アフリカ、ロシア、から持ち込まれているものが多い。

## 装着方法

### 編み込み
エクステンションを地毛の根元に編み込み、糸ゴムなどで縛る方法。サロンでの扱いが多く一般的にニーズが高い。
三つ編みと四つ編みの二つが編み込みの主な技法である。普通の三つ編みは技術者一人で簡単に行うことができるが、エクステンション装着の特殊三つ編み込みは熟練が必要である。四つ編み込みは比較的簡単で早く取り付けるために二人掛りで行う為、比較的早く施術できるといったメリットがある。
編み込みは装着する一本あたりの毛量を自在に調整できたりカラーの調整が出来たりと自由度が高い、装着部の違和感は他の装着方法に比べ大きく洗髪後十分乾燥させないと装着部が臭くなったり、痒くなったりとデメリットもある。取り外しは編み込み部の糸ゴムを切れば自分で容易にできる。
編み込んでいる取り付け部分が、乾きにくく、蒸れると、匂いが出たり、フケが大量に出たりと清潔でなくなるなどの問題があるので、しっかりと乾かすなどの対策が必要である。

### 金属チップ
直径5 mm前後の金属製リングにヘアーエクステンションと地毛を通し、工具ペンチで地毛の根元に圧着する。
元々は金属製リングは1つで取付を行うものであったが、安易に取れてしまうため、リングを2つないし3つ使用することがある。
毛を通す量の調整が難しく、毛が少なすぎてヘアーエクステンションが抜けてしまう、毛が多すぎて圧着の際に、元々の地毛が切れてしまうなどの事例もある。
取り外しは再度ペンチで金属チップを緩めて取り外す。この際も、地毛が切れるなどトラブルが起きやすく、外す際には注意が必要である。

### 接着・超音波
何らかの接着剤を用いて地毛とエクステンションを接着する方法。市場に出回る1本の標準は1 g。
従来グルーガンと呼ばれる拳銃型の装置で、棒状の接着剤を溶かし接着するタイプが主流だったが、現在はヘアーエクステンションの根元部分に一部ケラチンを使用した接着剤またはケラチンを使用したチップ型接着剤を使用して、その接着剤がついた毛束をアイロンで溶かして接着するものが多い。超音波エクステと呼ばれるものも超音波アイロンで接着するので同じ方法といえる。後述する熱収縮チューブと併用して用いる特許関連製品もある。
接続部分が小さく目立ちにくい。
取り外しは基本的にはグルー部分をペンチなどでクラッシュしネイルで使用される除光液や、強力なリムーバーを使用する。

### 熱収縮チューブ
長さ5 - 15 mm、直径3 - 5 mm程度の熱収縮チューブに地毛とエクステンションを通し、ヘアーアイロンでチューブを収縮させることで装着する。
熱収縮チューブは内側に接着剤、ケラチングルー等が施されて、収縮と同時に熱で溶ける仕組みのものが多い。接続部分が小さく目立ちにくく長期使用が可能。取り外しはチューブ部をペンチなどで軽くクラッシュし専用のリムーバーや除光液で行う。熱収縮チューブはポリマーで髪の毛を包む為、髪の毛が傷み難いメリットも有る。

### シールエクステ
シールエクステはドイツで開発されたヘアーエクステンション。
ドイツの国際特許製品であり、日本では実用新案登録がなされている進化したメーカー製のシールエクステも発売されている。特許関連正規品として発売されているものは日本では3社メーカー程に限られる。
現在はコピー品、海賊版や中国内での盗難品が数多く出回ってきており粗悪品も多く、毛質が悪かったり、数日など短期間で外れたり、取り外しの際にテープの粘着物が髪の毛に残り髪の毛を痛める場合や自分で取り外せない物もあるので注意が必要であろう。
エクステの根元部分に粘着テープが予め付いており、取り付けにアイロンなどの器具を必要とせず取り付けがとても早い。また平面で取り付けるため装着感が良く、薄い為に違和感なく馴染みがとても良い、ただ横に動かすと地毛が引っ張られることもあるので、多少取付け技術が必要である。
美容室にとっては技術力があまり無くても簡単に取付けを行える為、短時間で利益を上げやすいなどのメリットがあり、また装着感や馴染みの良さから 現在はエクステの主流となっている。
最近では、取れやすさ対策として、両面テープ部分の補強として上記の「接着・超音波」でも使用する接着剤を使用して、長時間つけることが可能であるが、結局は超音波などの方法と接続方法が同じになっているため、髪の毛へのダメージや、取り外す際の懸念や問題点などがある。

## 現状のヘアーエクステンションの問題点について

### 人毛100%の表記について
現在日本を含む世界中で販売されている、ヘアーエクステンションは「人毛100%」と表記されているが、その多くが、虚偽の表記である可能性がある。これは、中国を含む東アジア（世界の供給のほとんどを占める）で、材料を売っている現地でそもそも不純物（人工毛やファイバー毛、動物毛）を混ぜている場合があるからである。
また、中には日本一のバージンレミーやレミーの毛質と虚偽の表記で販売しているエクステ販売業者も有り、注意が必要である。
本物のバージンレミーとは、過去一度も、ブリーチ、カラーやパーマ等の化学的処理を行ったことの無い、若年層の人頭から直接切り取ったキューティクルが揃った高品質で色の揃った自然ものを使用したエクステ毛の事であり、非常に希少で高価なもので盗難品等の特別な事情が無い限り、現在の為替輸入価格での安価な販売は不可能である。安価な商品でこれらを謳っている場合は注意が必要である。
人毛の価格に対して、人工毛やファイバー毛は約20分の1、動物毛は約15分の1の価格で売られており、商品の20 - 50%程度混ぜることにより、価格を落とし仕入を安くすることができる。混ぜても一般的に見た目では分からない事が多い。
代表的な簡単な見分け方、エクステを高温（180 °C以上）でアイロンをかけてみると人工毛やファイバー毛は溶ける、又は伸張する。燃やしてみると匂いが髪の毛と大きく異なり、燃え方も異なる。
また、世界中から東アジアに押し寄せる、バイヤー（仕入担当）も、2004年頃から続く価格高騰により、不純物を入れて価格を下げるように、現地の製造工場（OEM製造）やサプライヤーに仕入れ価格を抑えるために、あえて指示をしている事もあり、価格を安く販売しているところに多々みられる。
そのまま、人毛100%でないまま各国に輸出されて「人毛100%」として美容ディーラーや新興メーカーが売っている現状がある。これは、世界的に購入するエンドユーザーに対し、虚偽報告であり、一部詐欺行為などの可能性があり、問題視されている。これは、関係省庁や政府が取り締まるにしても、人毛ではないと証明するにはとても難しいため、なかなか対応ができない現状がある。
現在は技術が進歩して、耐熱ファイバー毛も出回っている。以前は120度の熱耐久があったが、2017年現在では160 - 180 °Cの熱耐久の物が出てきている。こういった人工毛の存在が人毛100%と言う表記が本物かどうかを紛らわせる要因にもなっている。
従ってエクステを購入、仕入れ等を行う際には価格だけにとらわれず信頼の置ける正規メーカーを十分吟味する必要があろう。

### 取り付けし放題との表記について
一部、クーポンサイトや雑誌広告にある、ヘアーエクステンション「取り付け放題」と表記しているサロンが多々ある。これは、純粋な取り付けし放題ではなく、もともと数量や時間などが決まっているものであり、表記が過大にされている。
これは、飲食店などにある「食べ放題」と同じとの認識があるが、制限時間内でユーザーが食べられるだけ食べるという「量（消費する金額）の制限がない」が、ヘアーエクステンションの「取り付けし放題」は、100 gまでや何本までという制限があり、時間でもないいわゆるセット売りのような表記である。
この取り付けし放題の表記に対して、一部消費者からも苦情などがあるが、クーポンサイトや雑誌広告などでは未だに表示されており、早い対策や解決が望まれる。

## 装着後の手入れ
ヘアエクステンションは人毛であっても染色などの製造工程でダメージを受けているので、そして当然ながら皮脂の分泌による自然保護も働かないため、地毛以上にヘアケアには気を使う必要がある。
シャンプー時には、通常の下を向いたシャンプー方法では、絡んだりすることがあるので注意が必要である。シャンプー時には、エクステンションの部分を三つ編みにするなどして、すすいだ後に三つ編みを解くのが良い。もしくは、頭を起こした状態でスポンジなどで装着部分に、薄めたシャンプー剤をつけて根元部分の汚れなどを取って、エクステンションが下に下がった状態で、後ろ向きになってシャワーを後ろから軽く当ててすすぐなどの方法を採ると良い。高品質のエクステ毛はシャンプー、リンスなどは通常販売されているヘアケア商品で十分である。
洗髪後の長時間自然乾燥では痛みやすい状態になり、うねりが出るなどして絡みやすくもなるので、ドライヤーで乾かすのが良い。編み込み装着の場合、接合部分が乾きにくく、十分に乾燥させないと臭くなったりするので注意が必要。
毛先が傷んできたり枝毛が発生するようならトリートメントや毛先をカットするなどケアすることで長く良い状態を保つことができる。